# Love Sorry III
„Love Sorry III“ е български игрален филм на режисьора Господин Неделчев.

## Състав
Не е налична информация за актьорския състав.